# Шуран (Татарстан)
Шуран — село в Лаишевском районе Республики Татарстан. Входит в Малоелгинское сельское поселение.

## География
Расположено на юго-востоке района, на правом берегу реки Камы (Куйбышевское водохранилище), в 25 километрах от города Лаишево.
До образования Куйбышевского водохранилища в селе действовала паромная переправа через Каму на дороге между Казанью и Чистополем.

## Происхождение название
Название села имеет марийские корни, так как правый берег Камы Лаишевского района был заселен в древности марийцами, кстати, происхождение название Лаишево (Лаеш), так же, скорее всего, имеет марийские корни (а также Мамадыш), вопреки устоявшейся легенде. Эти места стали заселяться булгарами во время монгольского нашествия в XIII веке, когда города и сёла на левом берегу Камы были разорены. В те времена правобережье Камы покрывали дремучие леса.

## История
Известно с 1620-21 годов как Пустошь Шуран. В дореволюционных источниках упоминается также под названием Рождественское. До реформы 1861 года жители относились к категории помещичьих крестьян. Занимались земледелием, разведением скота, рыболовством, перевозками через реку Кама.
Вблизи села Шуран находятся остатки булгарского и золотоордынского города Кашан.
В XVIII веке один из владельцев села, капитан А. П. Нармацкий (Нармоцкий, Нармацкой), прозванный «Нормандским герцогом», с сильной шайкой, набранной из его дворни и разных беглых людей, одно время разбойничал на реке Каме. Это послужило Александру Марлинскому канвой для его рассказа «Латник» (1831), в котором был описан и Шуран.
В XIX веке относилось к Лаишевскому уезду Казанской губернии. В селе проживало до 1000 человек. Одним из основных занятий местных жителей было рыболовство.
В начале XX века здесь функционировали Христо-Рождественская церковь (построена в 1735 году — памятник архитектуры), земская школа (открыта в 1869 году), 6 мельниц, кузница, читальня попечительства о народной трезвости, почтовая конная станция, этапное помещение, казенная винная и 3 мелочные лавки. В этот период земельный надел сельской общины составлял 480 десятин.
До 1920 года село входило в Чирповскую волость Лаишевского уезда Казанской губернии. С 1920 года в составе Лаишевского кантона Татарской АССР. С 14.02.1927 года в Лаишевском, с 01.02.1963 года в Пестречинском, с 12.01.1965 года в Лаишевском районах.
Неполная средняя школа, клуб, библиотека. Дом помещика А. П. Нармацкого (памятник архитектуры середины XVIII века).

## Население
На 2010 год — 226 жителей (русские).
| 1782              | 1859 | 1897 | 1908 | 1920 | 1926 | 1938 | 1949 | 1958 | 1970 | 1979 | 1989 | 2002 | 2011 | 2017 |
| ----------------- | ---- | ---- | ---- | ---- | ---- | ---- | ---- | ---- | ---- | ---- | ---- | ---- | ---- | ---- |
| 462 душ муж. пола | ↗592 | ↗656 | ↗676 | ↗751 | ↗764 | ↘669 | ↘376 | ↗424 | ↘403 | ↘236 | ↗181 | ↗247 | ↘221 | ↗261 |

## Достопримечательности
Возле села расположены остатки древнего города Кашан.

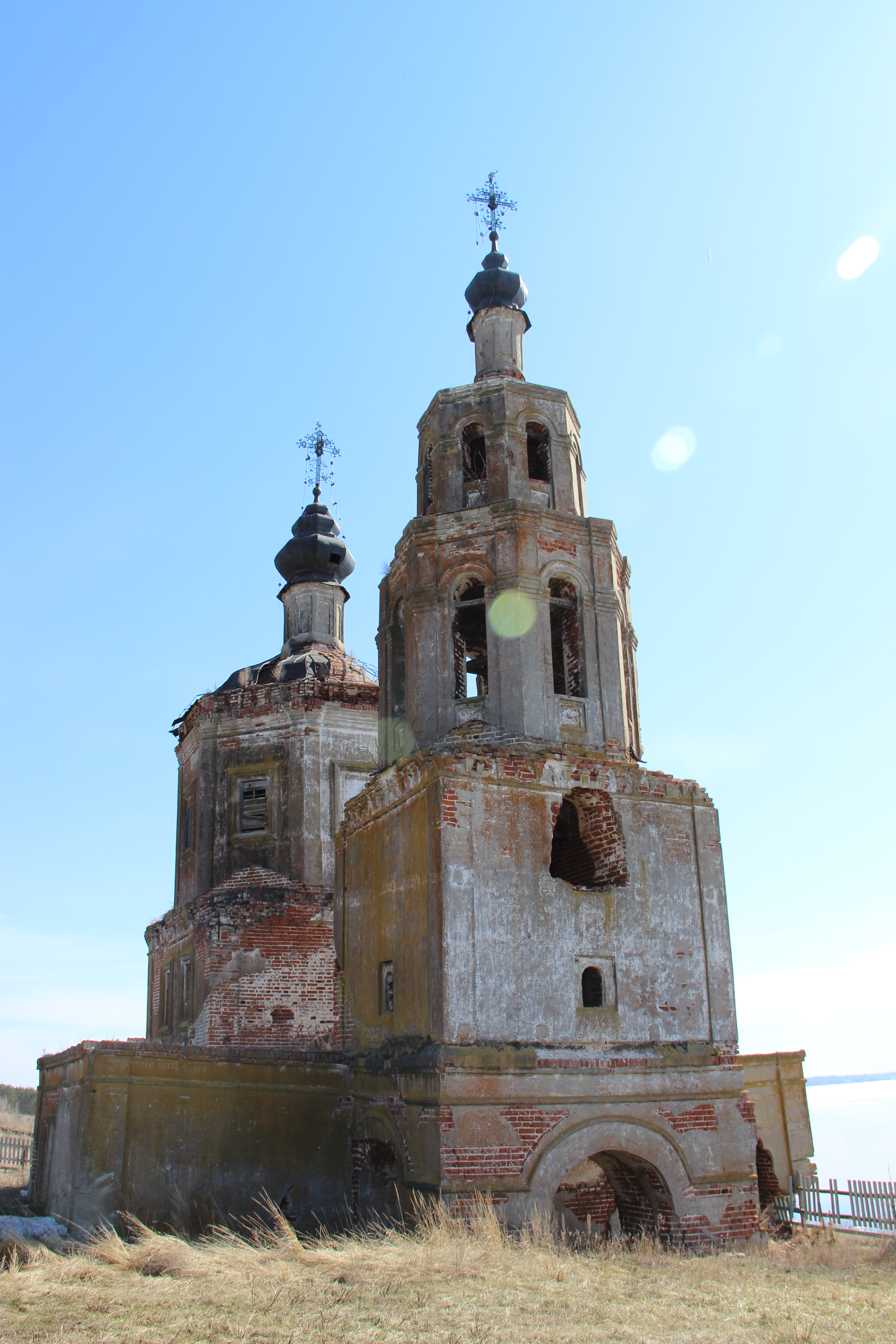

Церковь Рождества Христова. Приход возник в XVII в., когда здесь существовала деревянная церковь в честь Рождества Христова. В 1735 г. в селе воздвигнута кирпичная Христо-Рождественская церковь с приделами: во имя Преподобного Сергия Радонежского и во имя Святителя Николая Чудотворца. Памятник барокко с симметричной композицией и традиционным построением объёмов по типу восьмерик на четверике. Четырёхъярусная колокольня. Кирпичный храм строился на средства помещика Якова Яковлевича Кудрявцева. К церкви был приписан Троицкий храм, расположенный в Сельце Полянке. В приходе церкви в начале XX в. три селения — Шуран, Сельцо Полянка, Сорочьи Горы, расположенные на помещичьих землях. Ныне церковь находится в заброшенном состоянии.

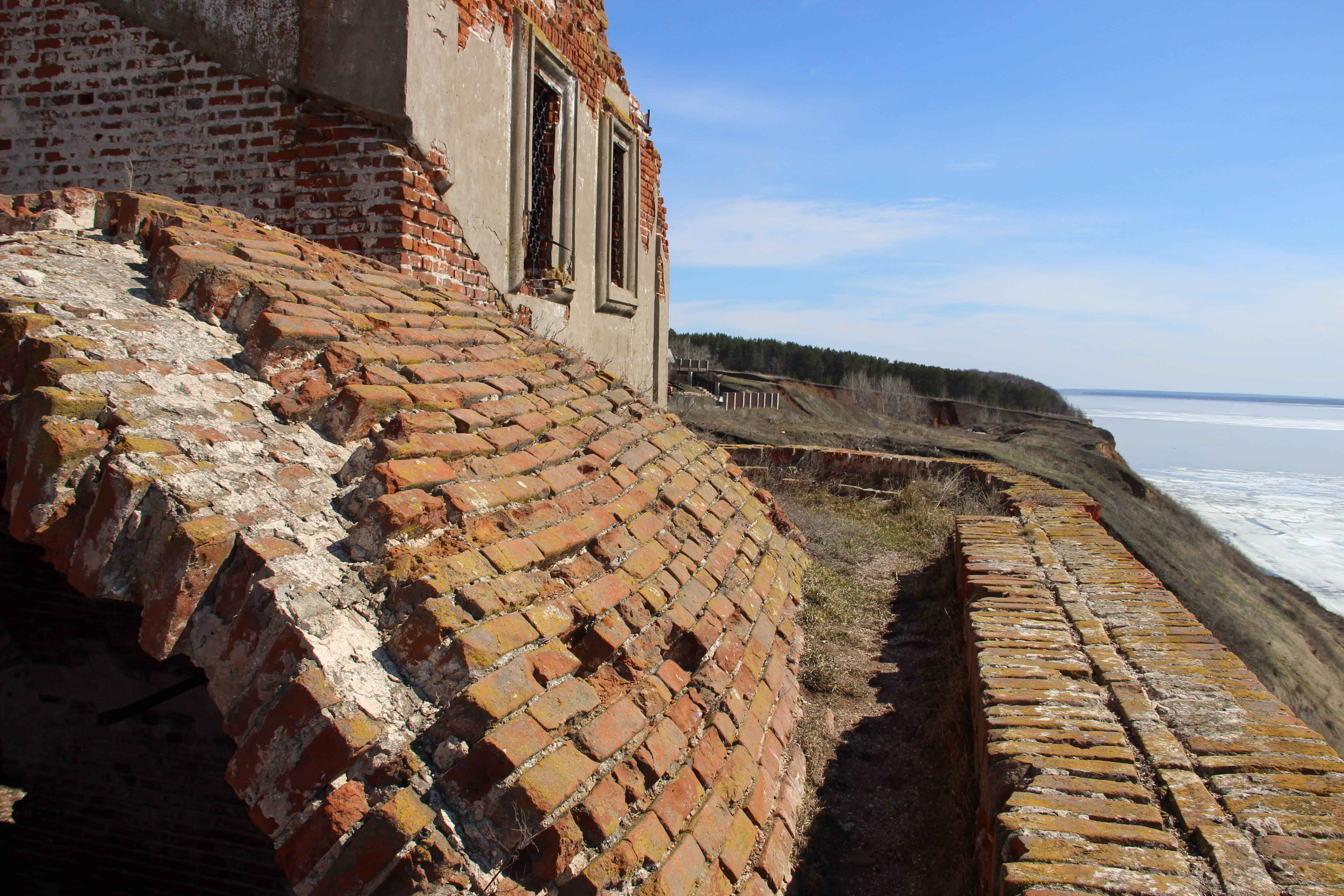

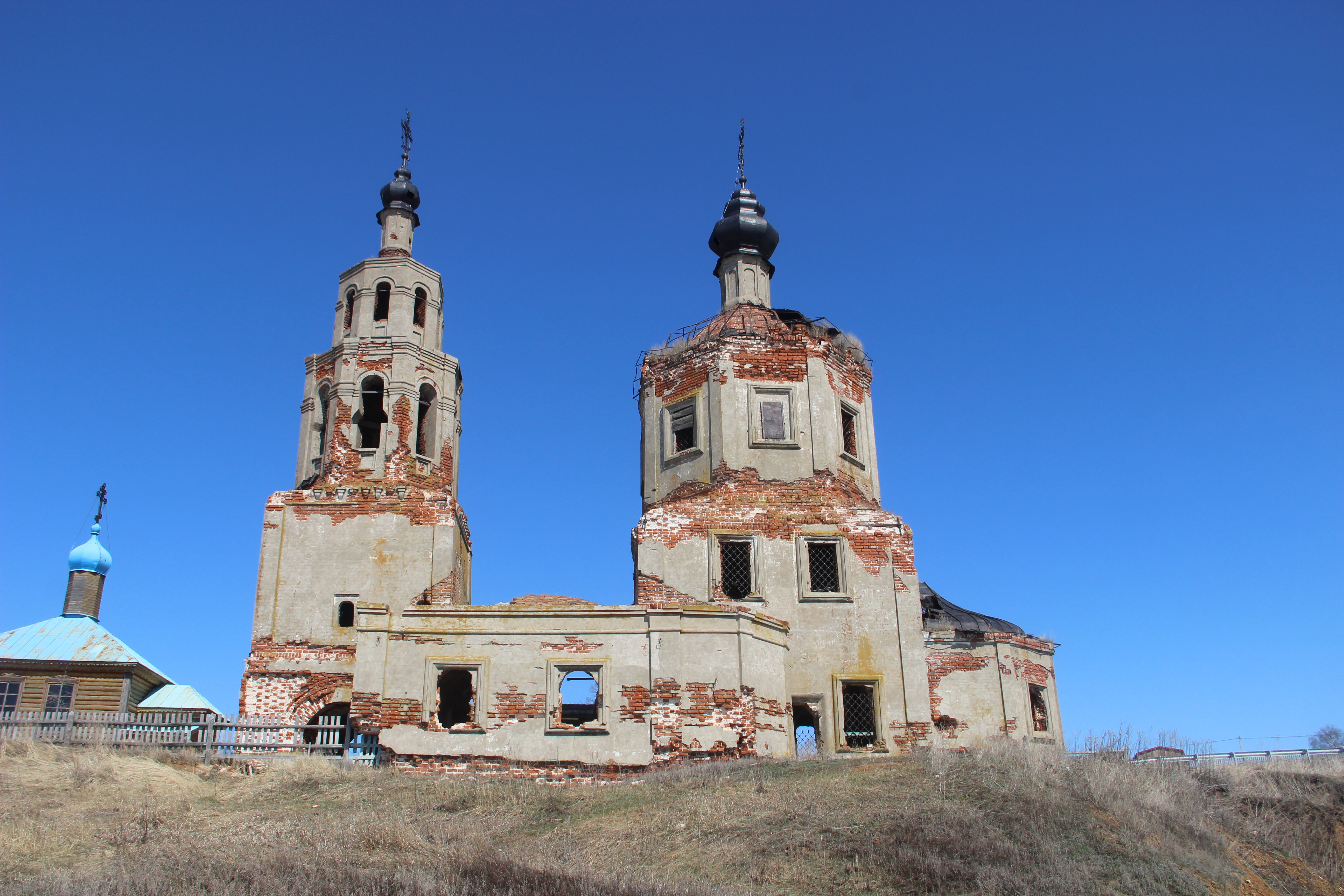

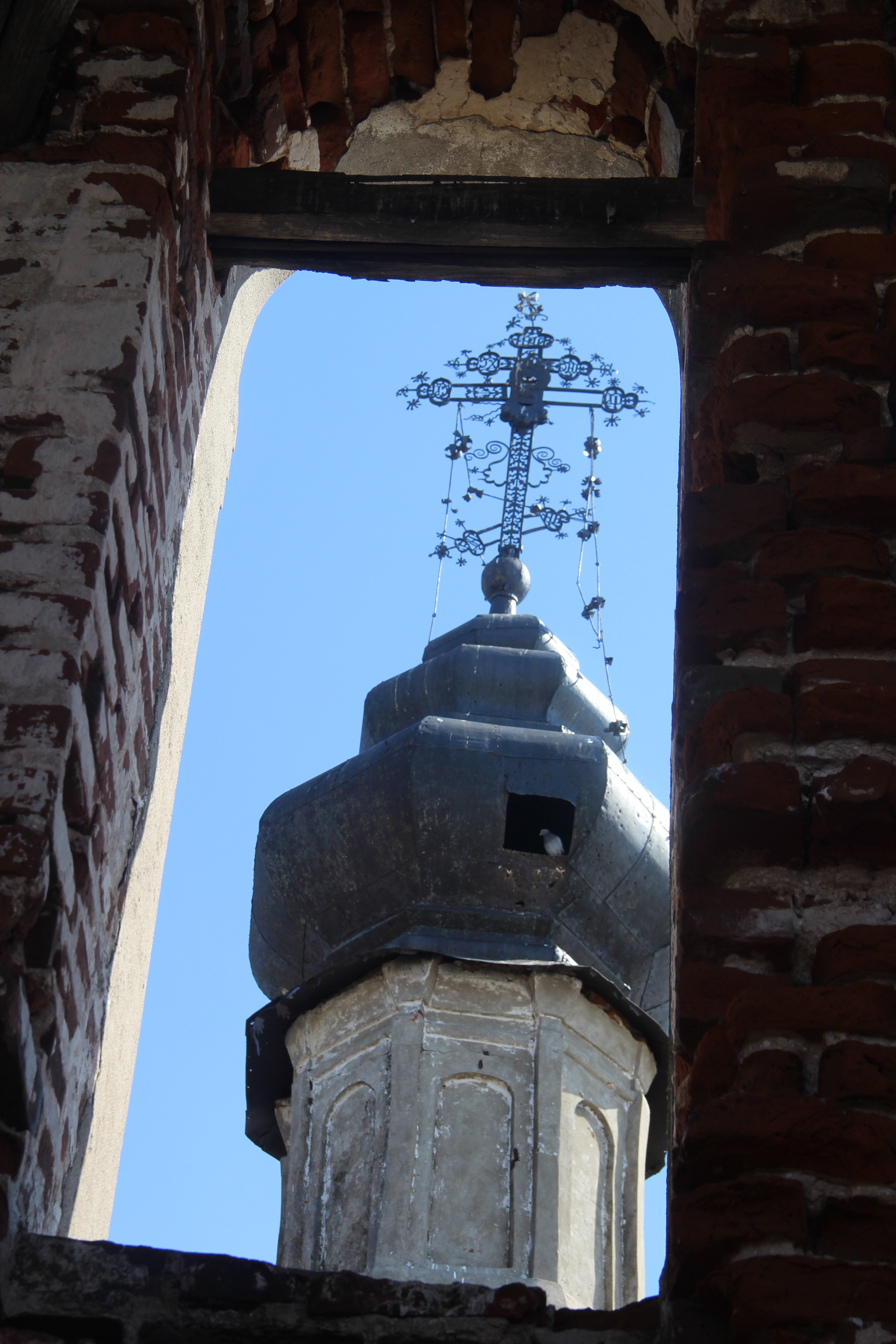
Христо-Рождественская церковь

Дом Нармацких. Построен на крутом берегу реки. Камы, невдалеке от церкви в середине XVIII веке. Владелец усадьбы, помещик Андрей Петрович Нармацкий прославился как атаман разбойников, производивших набеги на плывущие по Каме суда. Сын его Пётр Андреевич Нармацкий, учился в Казанской гимназии вместе с Г. Р. Державиным. За попытку освободить своих крестьян от крепостной зависимости был признан сумасшедшим и сослан в Нижний Новогород. Здание двухэтажное, под четырёхскатной вальмовой кровлей. На каждом этаже симметрично расположены по шесть комнат. Междуэтажное перекрытие в виде коробовых сводов. Фасады (северныйй — главный и южный) лишены декора, за исключением раскреповки гладкими лопатками выявляющими внутреннюю планировку дома. Окна прямоугольны, расположены по периметру обоих этажей, с клинчатой перемычкой и криволинейным верхом. Единственный в районе памятник жилой архитектуры усадебного типа, выполненный с использованием элементов барокко.

## Информация о подземном ходе
В двадцати километрах выше пристани Лаишев, в селе Шураны, до сих пор сохранился, правда, уже перестроенный, каменный дом помещика Нормацкого, хорошо видимый с парохода. Дом этот раньше имел вид готического замка с башнями по бокам и был соединен подземным ходом с берегом реки. Нормацкий, считавший себя потомком норманнских герцогов, в семидесятых годах XVIII века содержал большую вооружённую дворню, с которой устраивал нападения на проходящие суда, грабил их или брал с них контрибуцию. Сейчас там местная школа. Вообще то это единственная сохранившаяся усадьба XVIII в. в Татарстане. По легенде, дескать как происходил грабёж: хозяин звал гостей на бал-маскарад, а сам спускался в подвал усадьбы. И из него выходил не через парадную, а вот как раз через этот ход. То есть ход скрывал его не от кораблей на Каме, а просто служил незаметным выходом из дома и мог быть вполне незначительным по длине. В 50-х годах прошлого столетия где раньше находился погреб где хранили свеклу, морковь, картошку и.т.д был замурованный ход в сторону р. Камы. В 2011 году при строительстве дома был обнаружен подземный ход который проходил вдоль села в сторону церкви, в сторону усадьбы и на север Шурана. Сейчас на это месте находится фундамент дома.

## Известные уроженцы и жители
В селе родился деятель образования М. В. Полиновский. Здесь провел детские годы педагог А. Н. Овсянников.